# Цирк дьо Солей: Необятни светове
„Цирк дьо Солей: Необятни светове“ (на английски: Cirque du Soleil: Worlds Away) е американски фентъзи филм от 2012 г. на режисьора Андрю Адамсън. Премиерата на филма е на Международния филмов фестивал в Токио на 20 октомври 2012 г. и е пуснат по кината в САЩ на 21 декември 2012 г. от „Парамаунт Пикчърс“.